# Neoneuromus fenestralis
Neoneuromus fenestralis är en insektsart som först beskrevs av Mclachlan 1869.  Neoneuromus fenestralis ingår i släktet Neoneuromus och familjen Corydalidae. Utöver nominatformen finns också underarten N. f. fenestralis.